# John Crawford (Schauspieler)
John Crawford (* 13. September 1920 in Colfax, Washington als Cleve Richardson; † 21. September 2010 in Newbury Park, Kalifornien) war ein US-amerikanischer Schauspieler.

## Karriere
Crawford, auch Jack Crawford oder Johnny Crawford, war ein profilierter Nebendarsteller des US-Kinos und -Fernsehens. In seiner knapp 50 Jahre dauernden Karriere spielte er in knapp 100 Filmen und in mehr als 100 verschiedenen Fernsehserien und Fernsehfilmen mit. Seine erste Rolle hatte er 1933 als eingeborener Tänzer im Film King Kong und die weiße Frau. Zunächst war er in kleinen Nebenrollen in US-Filmen zu sehen, bevor er Ende der 1950er und in den 1960er Jahren in Großbritannien auch größere Rollen in Filmen erhielt.
Seit Mitte der 1940er Jahre war Crawford regelmäßig in Filmen, seit 1952 auch im Fernsehrollen zu sehen. So war er in zahlreichen Filmen und im Fernsehen als Gaststar in Serien wie FBI, Raumschiff Enterprise, Time Tunnel, Batman, Bonanza, Kobra, übernehmen Sie oder Knight Rider. Eine mehrfach wiederkehrende Rolle spielte Crawford als Gestapo-Mann in Ein Käfig voller Helden und zudem größere Rollen in Rauchende Colts, Make-Up und Pistolen und Der Denver-Clan. Seine wohl bekannteste Rolle war die des Sheriffs Ep Bridges in der Serie Die Waltons. Für Sam Peckinpahs Film Abgerechnet wird zum Schluss (1970) schrieb er gemeinsam mit Edmund Penney das Drehbuch. 1985 führte er zudem bei dem Kurzfilm Yak's Best Ride Regie und schrieb mit Clyde Lucas auch die Musik.

## Filmografie (Auswahl)
- 1949: Zorro im Wilden Westen (Ghost of Zorro)
- 1950: Des Teufels Pilot (Chain Lightning)
- 1950: Der einsame Champion (Right Cross)
- 1950: Einsame Herzen (Lonely Heart Bandits)
- 1950: Mein Leben gehört mir (A Life of Her Own)
- 1951: Mord in Hollywood (Hollywood Story)
- 1951: Überfall am Raton-Paß (Raton Pass)
- 1952: Die größte Schau der Welt (The Greatest Show on Earth)
- 1952: Scaramouche, der galante Marquis (Scaramouche)
- 1952: Gauner mit weißer Weste (Stop, Your’re Killing Me)
- 1953: Morgen wirst du gekillt, Johnny (Rebel City)
- 1956: Corky und der Zirkus (Circus Boy; Fernsehserie, eine Folge)
- 1958: Der Schlüssel (The Key)
- 1959: Salomon und die Königin von Saba (Solomon and Sheba)
- 1959: Wernher von Braun – Ich greife nach den Sternen
- 1960: The Man Who Was Nobody
- 1960: Hetzjagd (Hell Is a City)
- 1960: Exodus
- 1962: Der Löwe von Sparta (The 300 Spartans)
- 1962: Der längste Tag (The Longest Day)
- 1962: Kapitän Sindbad (Captain Sindbad)
- 1963: Die Sieger (The Victors)
- 1963: Jason und die Argonauten (Jason and the Argonauts)
- 1964: Nur für Offiziere (The Americanization of Emily)
- 1965: Die größte Geschichte aller Zeiten (The Greatest Story Ever Told)
- 1965: Duell in Diablo (Duel at Diablo)
- 1967: Heiße Colts in harten Fäusten (Return of the Gunfighter)
- 1972: Die Höllenfahrt der Poseidon (The Poseidon Adventure)
- 1974: Flammendes Inferno (The Towering Inferno)
- 1975: Die heiße Spur (Night Moves)
- 1976: Der Unerbittliche (The Enforcer)
- 1978: Drei Engel für Charlie (Charlie's Angels; Fernsehserie, Folge: Die Sandkasten-Morde)
- 1989: Die phantastische Geisternacht (Grave Secrets)